# つるぎ町立太田小学校
つるぎ町立太田小学校（つるぎちょうりつ おおたしょうがっこう）は、徳島県美馬郡つるぎ町貞光太田西にある公立小学校。

## 概要

### 基礎データ
全校生徒数
- 5人 (令和2年4月1日現在)

最寄駅
- JR徳島線貞光駅

## 沿革
- 1874年（明治7年） - 公立太田小学校を創立。
- 1926年 - 貞光町立太田尋常小学校と改称。
- 1941年（昭和16年） - 貞光町太田国民学校と改称。
- 1956年（昭和31年） - 貞光町立太田小学校と改称。
- 1980年代 - 鉄筋コンクリート3階建て校舎に建て替え。[1]
- 2005年（平成17年） - 町村合併により、つるぎ町立太田小学校と改称。
- 2024年（令和6年） - 休校。

## 通学区域
- つるぎ町[2]
  - 貞光字太田西、字太田西山、字太田東、字太田東山、字小山北、字僧地、字柴内、字小長谷

## 進学先中学校
- つるぎ町立貞光中学校[2]

## 通学区域が隣接している学校
- つるぎ町立貞光小学校
- 美馬市立美馬小学校
- 美馬市立岩倉小学校
- 美馬市立三島小学校